# Gran Premi de Bèlgica del 1973
Resultats del Gran Premi de Bèlgica de Fórmula 1 disputat la temporada 1973 al circuit de Zolder el 20 de maig del 1973.

## Resultats
| Pos | No | Pilot                | Equip               | Voltes | Temps / Retirada | Pos. de sortida | Punts |
| --- | -- | -------------------- | ------------------- | ------ | ---------------- | --------------- | ----- |
| 1   | 5  | Jackie Stewart       | Tyrrell - Ford      | 70     | 1h 42' 13. 4     | 6               | 9     |
| 2   | 6  | François Cevert      | Tyrrell - Ford      | 70     | + 31.84 s        | 4               | 6     |
| 3   | 1  | Emerson Fittipaldi   | Lotus - Ford        | 70     | + 2' 02.79 min.  | 9               | 4     |
| 4   | 9  | Andrea de Adamich    | Brabham - Ford      | 69     | + 1 Volta        | 18              | 3     |
| 5   | 21 | Niki Lauda           | BRM                 | 69     | + 1 Volta        | 14              | 2     |
| 6   | 22 | Chris Amon           | Tecno               | 67     | + 3 Voltes       | 15              | 1     |
| 7   | 7  | Denny Hulme          | McLaren - Ford      | 67     | + 3 Voltes       | 2               |       |
| 8   | 24 | Carlos Pace          | Surtees - Ford      | 66     | + 4 Voltes       | 8               |       |
| 9   | 12 | Graham Hill          | Shadow - Ford       | 65     | + 5 Voltes       | 23              |       |
| 10  | 19 | Clay Regazzoni       | BRM                 | 63     | Accident         | 12              |       |
| 11  | 15 | Mike Beuttler        | March - Ford        | 63     | Accident         | 20              |       |
| Ret | 14 | Jean-Pierre Jarier   | March - Ford        | 60     | Accident         | 16              |       |
| Ret | 20 | Jean Pierre Beltoise | BRM                 | 56     | No classificat   | 5               |       |
| Ret | 11 | Wilson Fittipaldi    | Brabham - Ford      | 46     | Motor            | 19              |       |
| Ret | 2  | Ronnie Peterson      | Lotus - Ford        | 42     | Accident         | 1               |       |
| Ret | 8  | Peter Revson         | McLaren - Ford      | 33     | Accident         | 10              |       |
| Ret | 25 | Howden Ganley        | Iso Marlboro - Ford | 16     | Accident         | 21              |       |
| Ret | 10 | Carlos Reutemann     | Brabham - Ford      | 14     | Motor            | 7               |       |
| Ret | 16 | George Follmer       | Shadow - Ford       | 13     | Accelerador      | 11              |       |
| Ret | 17 | Jackie Oliver        | Shadow - Ford       | 11     | Accident         | 22              |       |
| Ret | 3  | Jacky Ickx           | Ferrari             | 6      | Bomba de l'oli   | 3               |       |
| Ret | 26 | Nanni Galli          | Iso Marlboro - Ford | 6      | Motor            | 17              |       |
| Ret | 23 | Mike Hailwood        | Surtees - Ford      | 4      | Accident         | 13              |       |

## Altres
- Pole: Ronnie Peterson 1' 22. 46

- Volta ràpida: François Cevert 1' 25. 46 (a la volta 28)